# Androlymnia difformis
Androlymnia difformis är en fjärilsart som beskrevs av Walter Karl Johann Roepke 1938. Androlymnia difformis ingår i släktet Androlymnia och familjen nattflyn. Inga underarter finns listade i Catalogue of Life.